# Hongqi CA72
O Hongqi CA72 é um automóvel produzido pela FAW Hongqi. Foi o primeiro automóvel de produção da empresa e o primeiro veículo oficial construído e fabricado na China. Produzido de 1959 a 1963, o CA72 estava disponível apenas para instituições estatais e a liderança do Partido Comunista Chinês e foi usado regularmente em eventos públicos até a década de 1970. Numerosos detalhes sobre tecnologia e produção não são claros.

## História
O Hongqi CA72 foi desenvolvido pela First Automotive Works (FAW) com sede em Changchun, fundada em 1953 com apoio técnico e financeiro da União Soviética. A FAW produzia originalmente veículos comerciais, em particular caminhões pesados baseados em modelos soviéticos sob a marca Jiefang. Em 1958, o Grande Salto Adiante começou na China, com o objetivo de eliminar o fosso industrial da China em relação aos países industrializados ocidentais. Os efeitos desta iniciativa também se fizeram sentir no setor automóvel. A partir de 1958, várias fábricas chinesas começaram a construir automóveis de passageiros para uso civil: no entanto, como a China não tinha uma indústria automobilística local, a maior parte do novo desenvolvimento automóvel baseou-se em modelos ocidentais, importados em pequenos números: embora a cópia total fosse proibida, a maior parte dos veículos neste período diferiam muito mais dos veículos ocidentais na aparência do que na tecnologia, onde plataformas estrangeiras eram frequentemente tomadas e completamente duplicadas. Um dos primeiros carros foi o sedã Dongfeng CA71 desenvolvido pela FAW, que era basicamente uma réplica do Simca Vedette francês com motor Mercedes-Benz de 6 cilindros. Durante este período, a FAW também começou a desenvolver veículos representativos para os principais políticos. A iniciativa teria partido do próprio líder do partido, Mao Zedong, que manifestara o desejo em 1955, no congresso do Partido Comunista Chinês, de substituir as limusines soviéticas que circulavam por um carro de produção nacional.
Em agosto de 1958, foi concluído o primeiro protótipo de um sedã. A FAW deu ao carro o nome de modelo Hongqi, referindo-se ao símbolo revolucionário da Bandeira Vermelha. Devido ao curto prazo dado pelo governo visando um prazo de produção de 1959, este não era na verdade um protótipo totalmente construído pela FAW, mas um Chrysler Imperial remodelado, tendo obtido acesso a um exemplar importado de 1955 em Jilin, cidade natal da FAW.
O primeiro protótipo nas dimensões e nas estruturas técnicas básicas já correspondia ao modelo de produção posterior. Na área corporal, porém, houve diferenças significativas. O protótipo tinha uma larga faixa cromada nas laterais do carro. Acima das rodas traseiras havia uma grande entrada de ar, cuja borda também era cromada. A grade em forma de leque era muito estreita na parte inferior e aberta para cima, o que tinha um significado cultural na China devido ao caractere chinês para "leque" (扇).. Esses elementos foram responsáveis pela versão de produção. Na literatura automotiva, o protótipo é descrito como pouco atraente e grosseiro. Nos seis meses seguintes, foram criados outros seis protótipos, incluindo dois conversíveis de quatro portas, todos com detalhes diferentes entre si e com a versão de produção posterior.

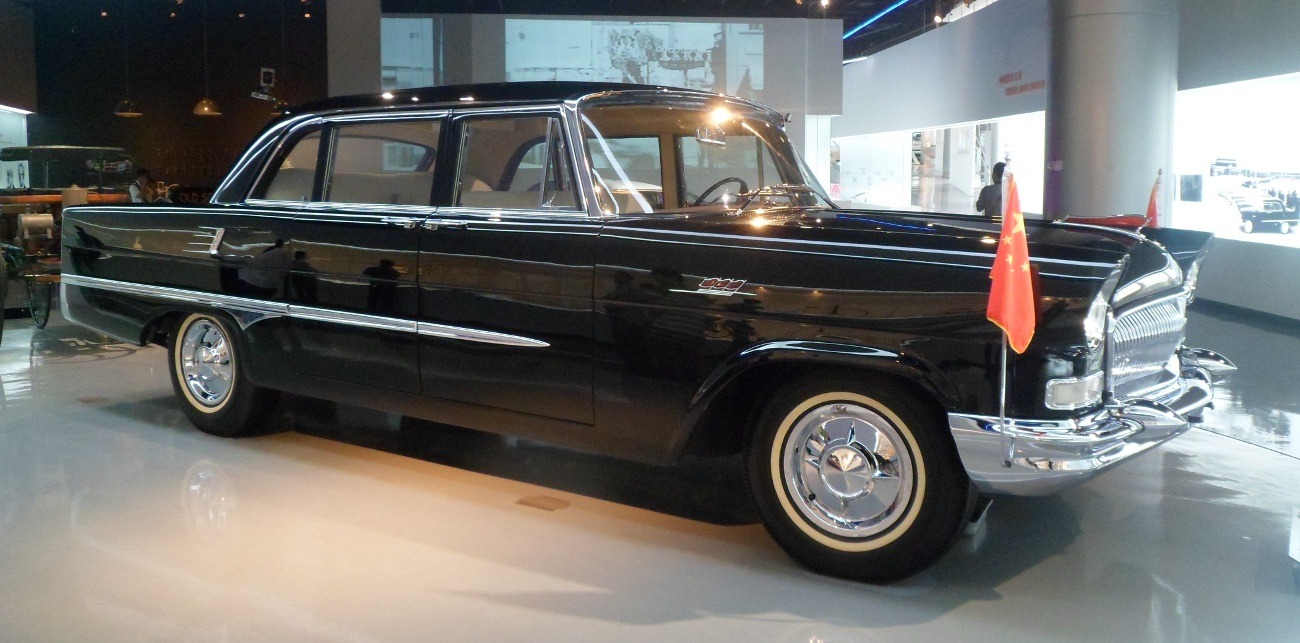
Um Hongqi CA72 1959 no Museu do Automóvel de Xangai

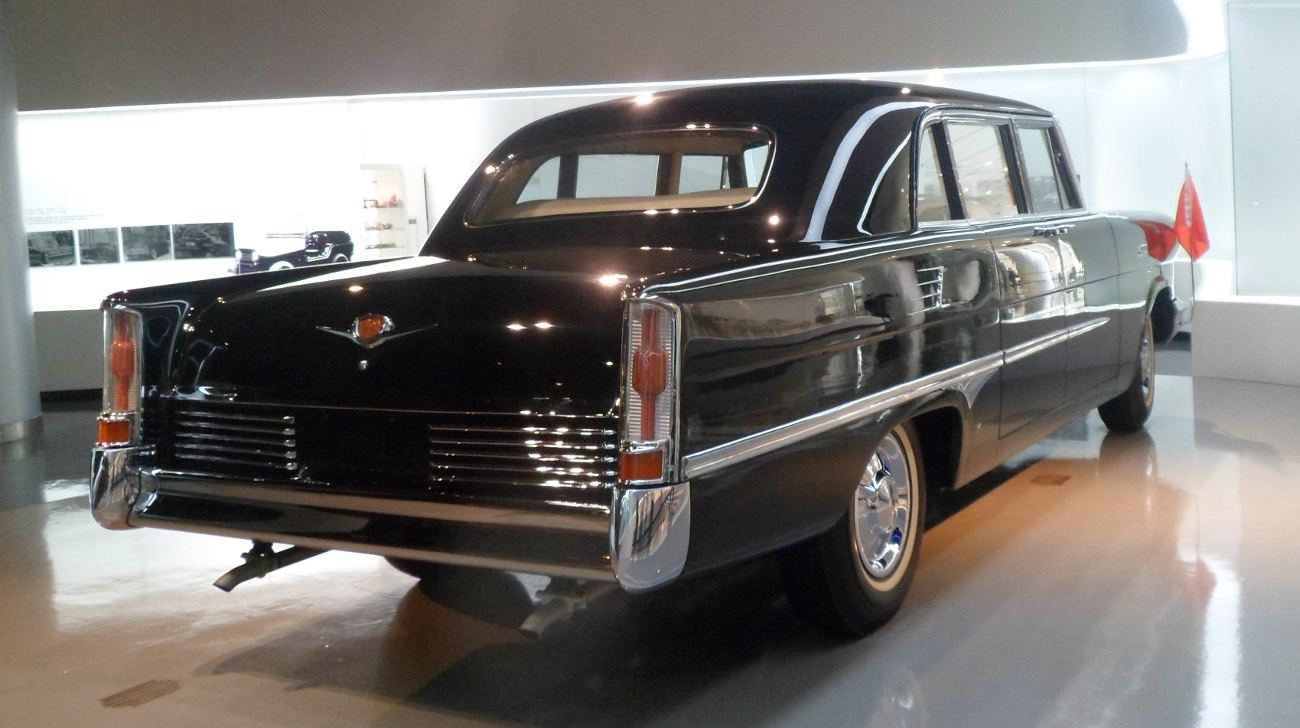
Hongqi CA72

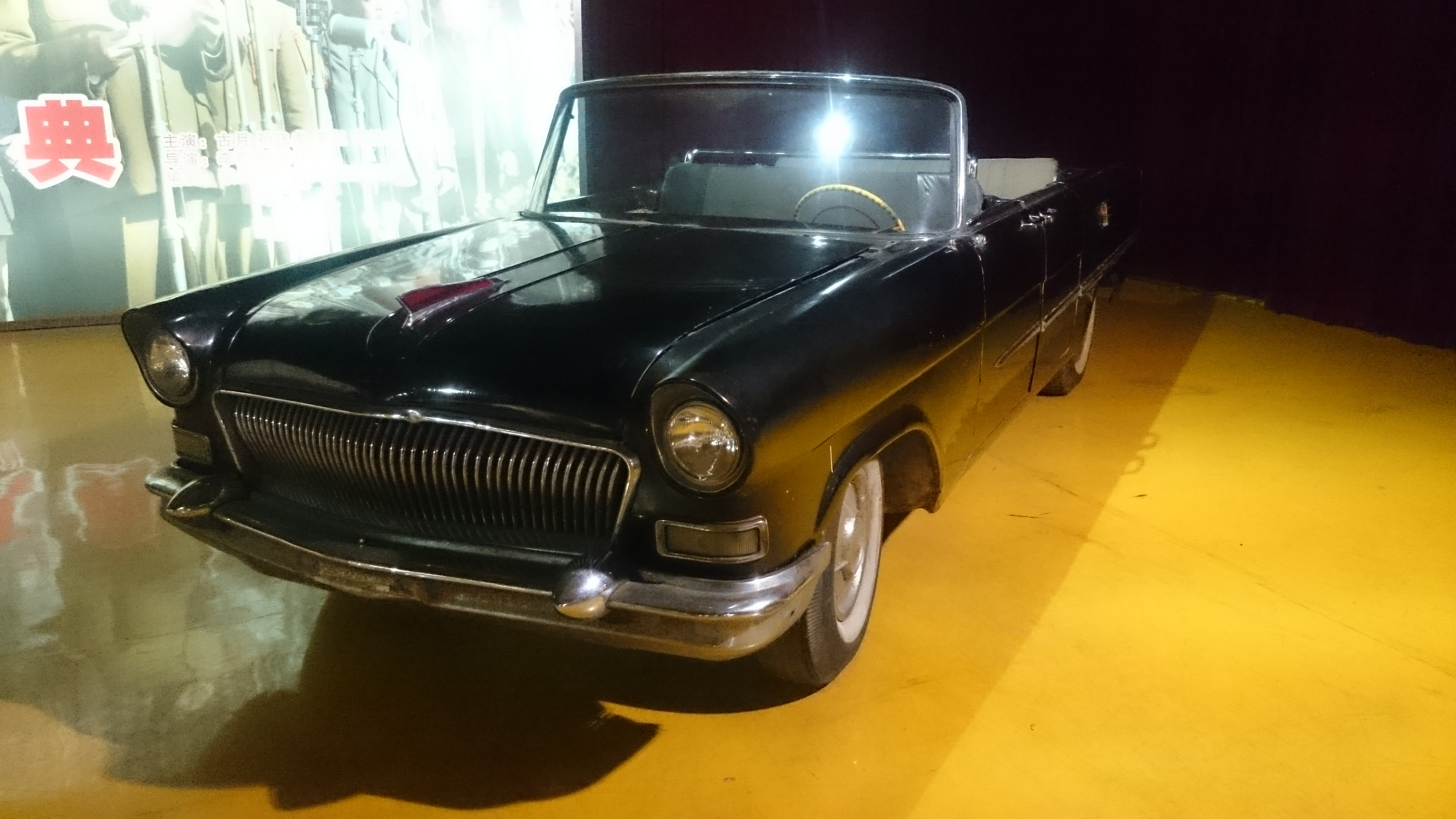
Hongqi CA72 conversível

Em 1959, a FAW finalmente iniciou a produção em massa do agora chamado sedã Hongqi CA72, que durou até 1965 ou 1967 dependendo da fonte. Apesar de suas raízes da Mopar, seu estilo foi baseado no GAZ-21 Volga soviético, embora o Hongqi tenha aumentado suas proporções, tornando-o uma reminiscência da limusine ZIL-111. Até 1962, o CA72 competiu com o sedã Beijing CB4 produzido pela Beijing Automobile Works, que parecia mais moderno (embora também baseado em um sedã americano full-size - o CB4 foi modelado após o Buick Special dos anos 1950), mas no final das contas não conseguiu prevalecer. Ao contrário do CB4, o Hongqi CA72 foi tecnicamente melhorado ao longo dos anos em detalhes. Isso afetou, entre outras coisas, os freios, que eram muito fracos nos primeiros veículos. A partir de 1965, o Hongqi foi referido como CA770. Externamente e tecnicamente, o CA770 era em grande parte idêntico ao CA72, incluindo a mecânica Mopar dos anos 1950, que permaneceria até o final da produção do CA770 em 1981.